# Adolph Kohut

Adolph Kohut

Adolph Kohut (geboren am 10. November 1848 in Mindszent, Komitat Csongrád; gestorben am 21. oder 22. November 1917 in Berlin-Grunewald) war ein deutsch-ungarischer Journalist, Literatur- und Kulturhistoriker, Biograf, „Vortragsmeister“ und Übersetzer aus dem Ungarischen.

## Leben
Adolph Kohut wurde als eines von dreizehn Kindern des sehr armen, frommen Talmud-Gelehrten Jacob Kohut geboren. Er studierte von 1866 bis 1868 am Breslauer Seminar wie auch sein älterer Bruder Alexander. Dann studierte er zwei Semester Neue Philologie und Kunstgeschichte an der Friedrich-Wilhelms-Universität in Breslau und danach an der Friedrich-Wilhelms-Universität Berlin. In Wien belegte er Vorlesungen während drei Jahren an der Universität Wien und wurde 1878 an der Alma Mater Jenensis zum Dr. phil. promoviert.
1872 holte ihn Karl von Holtei in die Redaktion der Breslauer Nachrichten. 1873 wurde er Redakteur der Düsseldorfer Zeitung. Leopold Ullstein stellte ihn 1878 bei der Tribüne in Berlin ein und etwas später bei der Berliner Zeitung an. Danach redigierte er die Zeitschrift Deutsches Heim. Illustriertes Unterhaltungsblatt für alle Stände. Wie viele andere Journalisten wurde Kohut auch in verschiedene Prozesse nach dem Reichspreßgesetz verfolgt. In einen Fall forderte der Staatsanwalt für ihn sechs Wochen Haft wegen Verstoßes gegen § 7, § 18 und § 19 (Gesetz über die Presse).
Am 13. September 1884 wurde er als „missliebiger Ausländer“ aus Preußen ausgewiesen, nachdem er in einem Artikel angeblich Bismarck heftig angegriffen hatte. In Wirklichkeit war er auf Betreiben des Antisemiten Adolf Stöcker, der sich beim Minister Robert von Puttkamer dafür einsetzte, aus Berlin ausgewiesen worden. Die nächsten fünf Jahre lebte er in Dresden. Durch ein Schreiben des preußischen Legationsrates in Sachsen, des Grafen Karl August von Dönhoff, vom 21. Dezember 1889 durfte Kohut wieder nach Berlin zurückkehren. Im April 1890 traf er dort ein. Bismarck selbst hatte sich, wie Kohut schrieb, nie für seine Ausweisung eingesetzt.
Bereits seit 1915 erkrankt, starb Adolph Kohut in der Nacht vom 21. auf den 22. November 1917 in seiner Berliner Wohnung Courbiérestraße 7. Einen Nachruf in der Allgemeinen Zeitung des Judentums gab es nicht, und auch der Gemeindebote (Berlin) erwähnt ihn anlässlich seines Todes nicht.
Adolph Kohut hatte nicht nur mit konservativen, liberalen oder antisemitischen deutschen Zeitgenossen zu kämpfen, sondern auch (Zitat: „Einige der behandelten Persönlichkeiten verwahren sich direkt oder durch ihre Freunde dagegen, dass sie Juden waren und sind, beziehungsweise von Israeliten abstammen“) mit seinen religiösen Zeitgenossen.
Adolph Kohut verfasste mehr als 120 Bücher und Monografien und Hunderte von Artikeln in Zeitschriften. Auch als Übersetzer aus dem Magyarischen wurde er bekannt. Bleibend ist seine Übersetzung Sándor Petőfis. Viele Arbeiten widmete er Goethe, Schiller, Kleist, Wieland und anderen. Ebenso verfasste er mehrere Bücher über Bismarck und Ferdinand Lassalle. Als bekennender Jude veröffentlichte er zahlreiche Schriften über jüdische Persönlichkeiten, die Ritualmordlegende und anderes mehr. Er wandte sich öffentlich gegen den Antisemitismus. Kohut war auch ein produktiver Mitarbeiter an Reclams Universal-Bibliothek. Einen Namen machte er sich durch seine zahlreichen Werke über Komponisten. Während des Ersten Weltkriegs vertrat er, wie viele Deutsche, chauvinistische Positionen gegenüber Frankreich. Zahlreiche seiner Werke wurden noch lange nach seinem Tod als Faksimile wieder aufgelegt. In der Datenbank Kalliope sind 147 Handschriften für Adolph Kohut nachgewiesen. Darunter fünf Briefe an Edmund Kretschmer, siebenundvierzig an Wolfgang Kirchbach, an die Redakteure des „Literarisches Centralblatt für Deutschland“ Friedrich Zarncke und Eduard Zarncke insgesamt dreizehn Briefe. An Wilhelm Raabe und Emil Rittershaus je ein Brief von Kohut an sie. Außerdem ein Brief von  Wilhelm Busch an Kohut. Ein Nachlass von Adolph Kohut ist in den Archiven nicht bekannt. Kohut schenkte seine Fotografie mit der Widmung „Herr S. W. Racken hierselbst in Hochachtung und Ergebenheit, REDACTEUR Dr. ADOLPH KOHUT, 4. November 1976“ des Fotografen G. Overbeck, Düsseldorf.
Eine Biografie oder Dissertation über Adolph Kohut ist bisher nicht erschienen.
Er war seit 1877 verheiratet mit der Primadonna Elisabeth Mannstein (1843–1926), die mehrere Jahre auf europäischen Bühnen wirkte und zuletzt als Gesangslehrerin in Berlin tätig war. Aus der Ehe ist der Sohn Oswald Kohut (1877–1951) hervorgegangen. Ein Enkel von ihm war Oswald Adolph Kohut.

## Ehrungen
- 1892 Ritter des Franz-Joseph-Ordens
- 1905 korrespondierendes Mitglied der Petöfi-Gesellschaft der Ungarischen Akademie der Wissenschaften[29]
- 1910 Kaiserlicher Rat (Ernennung durch Kaiser Franz Joseph I.)
- Goldenen Verdienstkreuzes mit Krone
- Verdienstmedaille für Kunst und Wissenschaft mit Krone
- 1912 Ehrendoktorat der Universität Klausenburg

## Werke
Für eine Übersicht seiner Werke, Übersetzungen und Beiträge in Zeitschriften siehe Adolph Kohut Werkverzeichnis.